# Monte Padro
Pour les articles homonymes, voir Padro.
Le Monte Padro (en corse Padru) est un sommet montagneux du massif du Cinto, en Corse. Situé sur un contrefort de la chaîne centrale, il s'élève à 2 389 mètres d'altitude, dominant les vallées de l'Asco et de la Tartagine, dans les pièves respectives de Caccia et de Giussani.

## Géographie
Le Monte Padro s'élève entre la vallée de la Tartagine (Tartaghjine) et la vallée de la rivière Asco (Ascu), séparant le Giussani de la vallée d'Asco. Culminant à 2 389 mètres d'altitude, il est le point le plus haut d'un petit chaînon montagneux constitué par la Cima di a Stattoggia (Stattoghja), le Capo Sellola (Capu Sellula) et le Monte Padro, faisant face au versant nord du massif du Monte Cinto (Cintu), point culminant de la Corse avec ses 2 706 mètres.
Certains considèrent le Monte Padro comme le sommet de la Balagne. C'est en fait le point culminant de la piève de Giussani, dont la Balagne constitue l'avant-pays. Sommet emblématique du nord-ouest de l'île, il est visible depuis le golfe de Calvi, le massif du Cinto mais aussi depuis la côte occidentale du cap Corse ou des montagnes du centre de l'île (Monte Rotondo par exemple).

## Histoire
Des pointes de flèches de l'âge de la pierre ont été trouvées à la surface du sol sur le monte Padro. Les pointes de flèches sont classées en deux grandes catégories : certaines de forme allongée comme dans les îles qui séparent l'Italie de la Corse, sont du type italien ; d'autres plus triangulaires, à barbelures plus prononcées et à pédoncule mieux proportionné sont de forme française. On en trouve de semblables dans les dolmens des Causses, de la Lozère et de l'Hérault. Ce sont des pointes de flèches de ce type qui ont été découvertes sur le Padro, mais aussi en des lieux relativement proches : sur le pic del Santo près de Palasca, au-dessus d'Occhiatana, et près di Bocca di a Battaglia sur le territoire actuel de Pioggiola.

## Randonnée
Il est assez difficilement accessible tant depuis la vallée d'Asco que depuis le versant Tartagine. Le panorama sommital est exceptionnel : il embrasse le littoral de l'Île-Rousse, une bonne partie de la Balagne (entre autres le site de Sant'Antonino), les Agriates, la vallée de l'Ostriconi, les crêtes de la Castagniccia, les aiguilles de Popolasca toutes proches, l'ensemble de la vallée d'Asco et la quasi-totalité des sommets de la chaîne centrale jusqu'au Monte Rotondo en passant notamment par le Monte Grosso, la Paglia Orba, Monte Cinto et le Monte Cardo sans oublier le cap Corse. Une boîte aux lettres est présente au sommet pour qui veut marquer son passage.

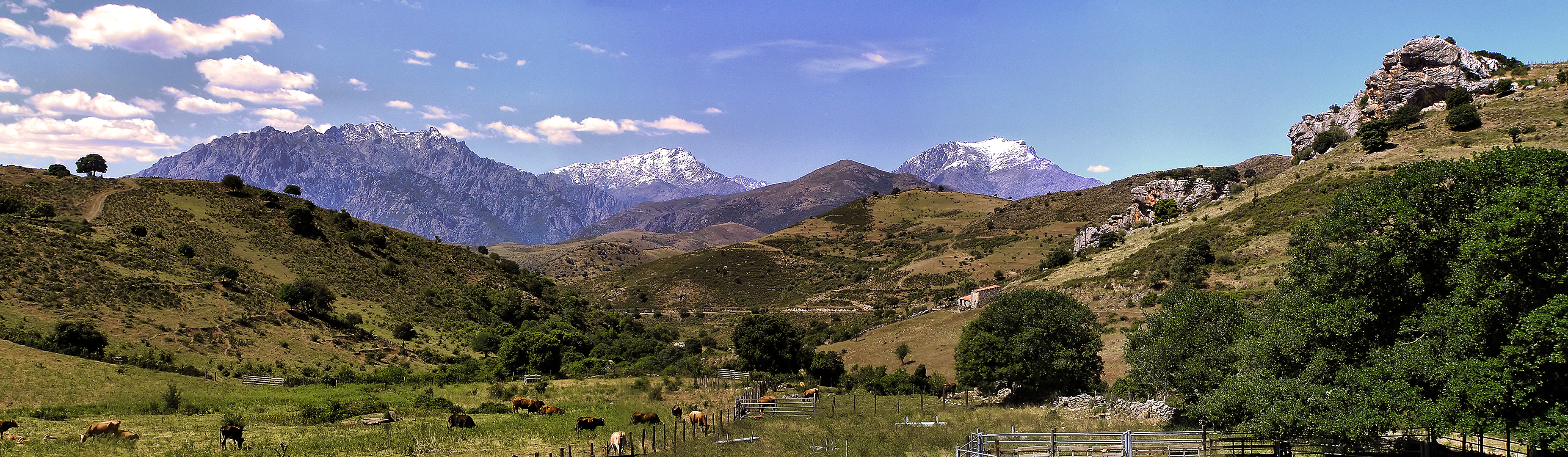
Le Monte Padro vu depuis la Balanina à Pietralba.